# فرانسيسك توريس توريس
فرانسيسك توريس توريس (بالكتالونية: Francesc Torres Torres)‏ هو مهندس اتصالات إسباني، ولد في 1962 في سان خوان باوتيستا في إسبانيا.

## وصلات خارجية
- الموقع الرسمي